# Nzadi (langue)
Pour les articles homonymes, voir Nzadi.
Le nzadi est une langue bantoue parlée par les Nzadi dans les territoires de Bagata et d’Idiofa en province du Kwilu) ainsi que dans le territoire d’Ilebo en province du Kasaï en République démocratique du Congo.

## Nom
Le nzadi est appelé indzéé en nzadi.

## Répartition géographique
Le nzadi est parlé par les Nzadi dans plusieurs villages de pêcheurs le long de la rive gauche du Kasayi, depuis les alentours de l’embouchure de la Letoa, en aval et en amont de Mabenga dans le secteur de Kidzweme dans le territoire de Bagata, jusqu’à la Lwange dans les secteurs de Sedze et Kapia dans le territoire d’Idiofa et dans le secteur de Mapangu dans le territoire d’Ilebo en province du Kasaï.

## Prononciation
|            | Antérieure | Centrale | Postérieure |
| ---------- | ---------- | -------- | ----------- |
| Fermée     | i iː       |          | u uː        |
| Mi-fermée  | e eː       |          | o oː        |
| Mi-ouverte | ɛ ɛː       |          | ɔ ɔː        |
| Ouverte    |            | a aː     |             |

|           | Bilabial | Bilabial | Alvéolaire | Alvéolaire | Palatal | Palatal | Vélaire | Vélaire | Labio-vélaire | Labio-vélaire |
| --------- | -------- | -------- | ---------- | ---------- | ------- | ------- | ------- | ------- | ------------- | ------------- |
| Occlusive | p        | b        | t          | d          |         |         | k       | (ɡ)     | kp            | (ɡb)          |
| Nasale    | m        | m        | n          | n          |         |         | ŋ       | ŋ       |               |               |
| Affriquée | (pf)     | bv       | ts         | dz         |         |         |         |         |               |               |
| Fricative | f        | v        | s          | z          |         |         |         |         |               |               |
| Latérale  |          |          | l          | l          |         |         |         |         |               |               |
| Roulée    |          |          | (r)        | (r)        |         |         |         |         |               |               |
| Spirante  | w        | w        |            |            | j       | j       |         |         |               |               |